# Stefan Żeromski

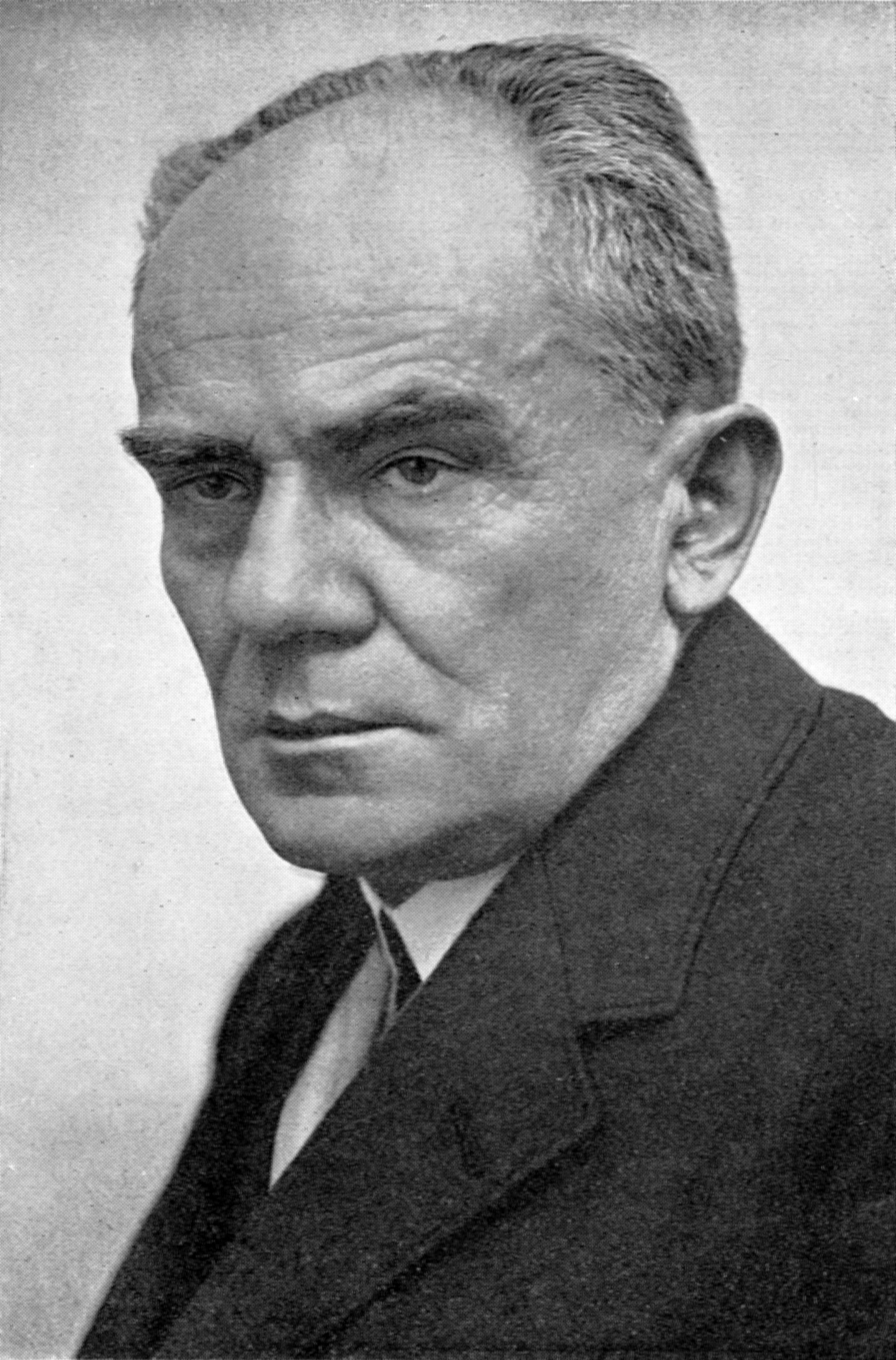
Stefan Żeromski.

Stefan Żeromski, född 14 oktober 1864 i Strawczyn, död 20 november 1925 i Warszawa, var en polsk författare. 

## Biografi
Żeromski, som tillhörde en fattig adelsfamilj, studerade vid universitetet i Warszawa, men tvingades av på grund av sjukdom att 1889 avbryta studierna och vistades ett par år på landet som informator och skollärare, varvid bekantskapen med den polska landsbygdens liv gav honom impulsen till nationellt författarskap. Han tillbringade i början av 1890-talet några år i västerlandet, bland annat fyra år som bibliotekarie vid polska nationalmuseet i Rapperswil (Schweiz), tjänstgjorde efter återkomsten till Polen 1896 vid Zamoyski-biblioteket i Warszawa och flyttade sedan av hälsoskäl till Zakopane. Han invecklades 1905 i Warszawa i politisk rättegång, som tvingade honom att emigrera, tillbringade fyra år i Paris och tre i Italien, återvände vid första världskrigets utbrott till Polen och tog aktiv del i det politiska arbetet. 
Żeromski bröt redan från sitt första litterära framträdande, i början av 1890-talet, med de utilitaristiska strömningar och med den resignerade kapitulationsstämning inför den dystra verkligheten, som mot 1800-talets slut alltmer tagit överhand inom polska litteraturen. Han tillhörde en generation, som vuxit upp under det ryska förtryckets och reaktionens hårdaste tid och därvid fått vad han själv kallar "den ryska sjukan", det patriotiska hatet mot förtryckarna, djupt inympad i själen, en generation, som på samma gång tagit starkt intryck av de marxistiska idéerna under deras segertåg och som lärt sig att se livet omkring sig i dessa doktriners ljus. 

## Författarskap
Med en hypernervös känslighet, utan starka ord, men med ett mäktigt patos dolt bakom orden, reagerade Żeromski mot den honom omgivande verkligheten; han ville väcka sitt folk och sätta liv i dess tröga, likgiltiga massor. Han ägnade sig därvid först och främst åt politiskt väckelsearbete; han vill "slita upp de polska såren, så att de ej skola betäckas  med gemenhetens hud". "Vi skola sönderhackas av korpar och gamar" är den betecknande titeln på ett av hans första arbeten, publicerat 1892 i Kraków under pseudonymen "Maurycy Zych". Han väcker där till liv insurgenten från upprorsåret 1863, som visserligen förlorat hoppet om sin sak, ställd som han är mellan den ryska övermakten och den polske bondens likgiltighet, men som likväl troget tjänar denna sak ända till martyrdöden. 
Motiv hämtade från Polens lidandeshistoria under det ryska väldet behärskar också Żeromskis i hemlandet publicerade noveller, först publicerade i tidningen "Głos" och sedan samlade i bokform. Han skildrar den uppväxande generationens martyriologi i de fängelseliknande polska skolorna, där alla ansträngningar göras för att kväva de ungas nationalmedvetande, ett arbete, som likväl är ett sisyfusarbete: en ringa anledning – deklamation av en dikt av Adam Mickiewicz – är nog för att få patriotismen att slå ut i full låga ('Sisyfusarbete'), han skildrar regeringens förföljelser mot katolicismen ('Hedningen', 'Deras gud'), han skildrar den tragiska konflikten mellan den dödsdömde frihetshjälten och hans tsartrogne farbror generalen, som själv avgör brorsonens öde ('Skovekko'), den ursprungligen hopplöst mörka pessimismen ger därvid småningom vika för mera optimistiska tonfall; särskilt är detta fallet i ett par kvasihistoriska prosadikter, där episoder ur Polens förflutna ger författaren stoffet för symboliska och allegoriska fantasier om Polens samtid och framtid: dels Powieść o udałym Walgierzu (Sägnen om den tappre Walgier; 1899), där bilden av riddaren, som luttras och mognar i fångenskap och lidande, symboliserar den polska nationens öden efter delningarna, dels Duma o hetmanie (Klagokvädet om hetmanen; 1903), där det historiska motivet är Stanisław Żółkiewskis hjältedöd i kriget mot turkarna 1620, men där diktens kärna utgörs av en visionär överblick av Polens historia och där författaren bland annat låter den gamle hetmanen i andanom skåda de polska legionernas anryckande. 
En stolt patriotisk äredikt, fylld av fosterländsk optimism, är också den 1903–04 publicerade historiska trebandsromanen Popioły (I grus och aska), en serie löst hopfogade bilder från Napoleonskrigen och av polska legionärernas deltagande i dessa, det hela, trots sitt episka ämne, snarast ett stort lyriskt poem, röjande författarens släktskap med den polska romantikens stora skalder. 
Samtidigt med dessa patriotiskt betonade verk utgör emellertid från första stund de sociala missförhållandena i Polen temat för Żeromskis författarskap. Han skildrar dels proletariatets lidande och förtryck: bonden, som av nöden förvandlats till ett rasande vilddjur (Zmerzch), bonden, som grymt misshandlas av skogvaktaren och godsägaren, därför att han stulit trä till likkista åt sin son (Zapomnienie), dels också bilden av den bildade samhällsmedlemmen, vilken anser som sin plikt att offra sig för folkets väl och som gör det, fastän själv medveten om det gagnlösa i sitt offer, till exempel den unge läkaren, som, driven av känslan av solidaritet med proletariatet, avsvärjer sig gemenskapen med fadern – lantjunkaren, som skott sig på böndernas bekostnad (Doktór Piotr). 
Den bildades plikt att ägna sig åt det otacksamma arbetet för de små i samhället utgör också ämnet för Żeromskis stora, 1900 publicerade roman Ludzie bezdomni (Hemlösa människor). Romanen ger en, konstnärligt sett, osammanhängande, men belysande social tidsbild från sekelslutets Polen, särskilt i fråga om proletariatets liv: dess hjälte är en ur proletariatet utgången läkare Tomiasz Judym, som är lidelsefullt genomträngd av medvetandet om sin plikt att förhjälpa de hemlösa till hem, de rättslösa till rätt och som avstår från egen familjelycka för att kunna odelat ägna sig åt det hopplösa arbetet för proletariatets bästa. 
En milstolpe i Żeromskis författarskap utgör året 1905, den första ryska revolutionens år, då de förhoppningar, som från polsk sida knutits till den ryska frihetsrörelsen, i och med ryska reaktionens seger åter gäckades. Pessimismen tar åter överhand i hans författarskap: han ger uttryck däråt i två sinsemellan ganska heterogena verk. Det ena är det "osceniska dramat" Roza (Rosen), publicerat under pseudonymen "Józef Katerla", ett ståtligt, men dunkelt prosapoem, fyllt av gripande klagan över de plågor, som Polens folk under sin långa passionshistoria haft att utstå, men också av djup bitterhet över det mångt och mycket självförvållade i det egna folkets vanmakt. 
Det andra är den stora romanen Dzieje grzechu (En synds historia), en med brutal kraft skildrad hemsk historia om en ung älsklig kvinna, som faller och sjunker allt djupare i dyn, en sinnebild för, hur det sköna och rena här i livet är dömt till obarmhärtig undergång; arbetet, där författaren låter de polska huvudpersonerna under diverse rafflande upplevelser irra Europa runt och där han med skoningslös uppriktighet gisslar den polska karaktärens mörka sidor, väckte på sin tid en storm av förbittring i Polen och utdömdes som en melodramatisk sensationsfilm. 
Samma grundidé, människans hopplösa kamp mot livets onda makter, ligger också bakom Żeromskis största arbete, trilogin Walka z szatanem (Striden mot Satan), vars första delar, Judas omvändelse och Snöstormen (1916), huvudsakligen utspelas i den polska emigrantkolonin i Paris och vars sista del, Charitas (1919), är förlagd till Polen: det är guldet, som här är människans förbannelse – en jätteförmögenhet, avsedd att användas för det polska folkets bästa, störtar den ene efter den andre av sina innehavare i fördärvet. 
Trots sin i dessa verk framträdande mörka livssyn kan dock författaren inte helt släppa tron på livet och särskilt inte på sitt folks framtid. I romanen Uroda Zycia (Livets fägring; 1909) skildrar han, hur en i Sankt Petersburg uppvuxen polack, son till en insurgent från 1863, i sitt hemland vaknar upp till polsk patriotism, hur han gör sin insats i det fosterländska arbetet genom att konstruera ett polskt luftskepp och hur han, då fartyget förolyckas vid en färd över Östersjön och han bärgas som "en naken man, tillhörande ett folk, som tillhör alla nationer", i alla fall inte uppger hoppet, utan upprepar sitt stolta "jag vill!" 
Av okuvat patriotiskt patos uppbärs också ett par mindre arbeten, tragedin Sułkowski (1910), där författaren tecknar bilden av den i Napoleon I:s fälttåg deltagande polske frihetssvärmaren med detta namn, och romanen Wierna rzeka (Den trogna floden, 1913, en episod från polska upproret 1863. Polens befrielse hälsas av Żeromski i den lilla skriften Wisła (Weichsel), som efter en blick tillbaka på Polens lidanden i det förflutna och ödeläggelsen under första världskriget utmynnar i en hymn till fosterlandet och modersmålet. Men samtidigt reagerar han inför bolsjevikfaran: Polens strider mot bolsjevikerna utgör bakgrunden för hans drama Ponad snieg (Vitare än snö), som blev en jättesuccé på polska scenen; dramats hjälte protesterar mot de nya barbarerna, som visserligen krossat det gamla oket, men vill tvinga människorna under ett tusenfalt värre och tyngre, och siar om den roll, som i striderna mot dem skall spelas av Polen, "den helige Georg, som med sin dygd och makt förgör det sekellånga moskovitiska tyranniets drake".